# Sveriges Billie Jean King Cup-lag
Sveriges Billie Jean King Cup-lag representerar Sverige i tennisturneringen Billie Jean King Cup, och kontrolleras av Svenska Tennisförbundet.

## Historik
Sverige deltog första gången i turneringen 1964.  Laget har som längst gått till kvartsfinal, vilket man gjorde 1970, 1977, 1980 och 1988.